# رابرت تارجان
رابرت آندره تارجان (به انگلیسی: Robert Endre Tarjan) (زاده ۳۰ آوریل، ۱۹۴۸) یک ریاضی‌دان و دانشمند علوم رایانه آمریکایی است. او کاشف چندین الگوریتم گراف، الگوریتم کمترین والدین مشترک تارجان و همکاری در اختراع درخت اسپلی و هیپ فیبوناتچی است. تارجان در حال حاضر پروفسور ممتاز دانشگاه جیمز اسمیت مک‌دانل در علوم رایانه در دانشگاه پرینستون و دانشمند ارشد در شرکت فناوری‌های اینترتراست است.

## سنین جوانی و تحصیلات
تارجان در پومونا، کالیفرنیا به دنیا آمد. پدرش در مجارستان بزرگ شده بود و یک روانپزشک کودک، متخصص در زمینه عقب ماندگی ذهنی بود، و یک بیمارستان دولتی را اداره می‌کرد. تارجان در کودکی داستان‌های علمی تخیلی زیادی می‌خواند و می‌خواست ستاره‌شناس شود. او پس از خواندن ستون‌بازی‌های ریاضی مارتین گاردنر در مجله علمی آمریکایی ساینتیفیک آمریکن به ریاضیات علاقه‌مند شد. او به لطف معلمش که بسیار وی را تشویق می‌کرد در کلاس هشتم به‌طور جدی به مطالعه ریاضی پرداخت.
تارجان زمانی که در دبیرستان تحصیل می‌کرد، شغلی پیدا کرد و در آنجا مشغول جمع‌آوری کارت پانچ آی بی ام بود. او برای اولین بار در سال ۱۹۶۴ در حین تحصیل در رشته نجوم در برنامه علوم تابستانی با رایانه‌های واقعی آشنا شد و کار کرد.
تارجان در سال ۱۹۶۹ مدرک کارشناسی خود را در رشته ریاضیات از موسسه فناوری کالیفرنیا دریافت کرد.